# Methone
Methone es un género de mariposas de la familia Riodinidae presente solo en la región Neotropical.

## Taxonomía
el género  Methone es monotípico, su única especie Methone cecilia es inconfundible por los márgenes de las alas posteriores indentados.
La coloración se asemeja a la de algunas Themone, Cartea, Monethe, Aricoris con mimetismo con las subfamilias  Ithomiinae y Pericopinae.

### Lista de subespecies
- M. c. cecilia presente en Suriname y Guiana francesa
- M. c. chrysomela (Butler, 1872)[2] presente en Costa Rica, Panama y Colombia
- M. c. magnarea (Seitz, 1913) presente en Brasil (Amazonas), Perú y Bolivia
- M. c. eurotias (Stichel, 1919) presente en Ecuador
- M. c. caduca (Stichel, 1919) presente en Costa Rica